# Розати, Сандро
Сандро Розати (итал. Sandro Rosati; род. 7 марта 1958, Рим) — итальянский дзюдоист, чемпион и призёр чемпионатов Италии, призёр чемпионата мира, участник летних Олимпийских игр 1984 года в Лос-Анджелесе.

## Карьера
Выступал в полулёгкой весовой категории (до 65 кг). Чемпион (1977—1979 и 1982 годы), серебряный (1974—1975) и бронзовый (1981) призёр чемпионатов Италии. Победитель и призёр международных турниров. В 1983 году стал бронзовым призёром чемпионата мира. На Олимпиаде в Лос-Анджелесе занял 5-е место.